# Call of Duty: World at War: Final Fronts
Call of Duty: World at War: Final Fronts este un joc video pentru Playstation 2 creat de Rebellion Developments și publicat de Activision. Jocul are 13 misiuni, dar nu are suport pentru multiplayer. A fost lansat in 2008.
1. ↑  redump.org